# Périgny (Allier)
Pour les articles homonymes, voir Périgny.
Périgny est une commune française, située dans le département de l'Allier en région Auvergne-Rhône-Alpes.

## Géographie

### Localisation
La commune de Périgny est située à l'est du département de l'Allier. Cinq communes sont limitrophes :
|                     |         | Servilly  |
| Saint-Gérand-le-Puy | Périgny | Lapalisse |
| Magnet              |         | Billezois |

### Hydrographie
Le ruisseau du Redan prend sa source à Périgny. Ce sous-affluent rive droite de l'Allier se jette à Paray-sous-Briailles.

### Climat
Pour des articles plus généraux, voir Climat d'Auvergne-Rhône-Alpes et Climat de l'Allier.
En 2010, le climat de la commune est de type climat océanique dégradé des plaines du Centre et du Nord, selon une étude du CNRS s'appuyant sur une série de données couvrant la période 1971-2000. En 2020, Météo-France publie une typologie des climats de la France métropolitaine dans laquelle la commune est dans une zone de transition entre le climat océanique altéré et le climat de montagne ou de marges de montagne et est dans la région climatique Centre et contreforts nord du Massif Central, caractérisée par un air sec en été et un bon ensoleillement.
Pour la période 1971-2000, la température annuelle moyenne est de 11 °C, avec une amplitude thermique annuelle de 16,4 °C. Le cumul annuel moyen de précipitations est de 837 mm, avec 10,9 jours de précipitations en janvier et 8 jours en juillet. Pour la période 1991-2020, la température moyenne annuelle observée sur la station météorologique de Météo-France la plus proche, sur la commune de Paray-sous-Briailles à 15 km à vol d'oiseau, est de 11,7 °C et le cumul annuel moyen de précipitations est de 744,7 mm,. Pour l'avenir, les paramètres climatiques de la commune estimés pour 2050 selon différents scénarios d'émission de gaz à effet de serre sont consultables sur un site dédié publié par Météo-France en novembre 2022.

## Urbanisme

### Typologie
Au 1er janvier 2024, Périgny est catégorisée commune rurale à habitat très dispersé, selon la nouvelle grille communale de densité à 7 niveaux définie par l'Insee en 2022.
Elle est située hors unité urbaine. Par ailleurs la commune fait partie de l'aire d'attraction de Vichy, dont elle est une commune de la couronne,. Cette aire, qui regroupe 50 communes, est catégorisée dans les aires de 50 000 à moins de 200 000 habitants,.

### Occupation des sols

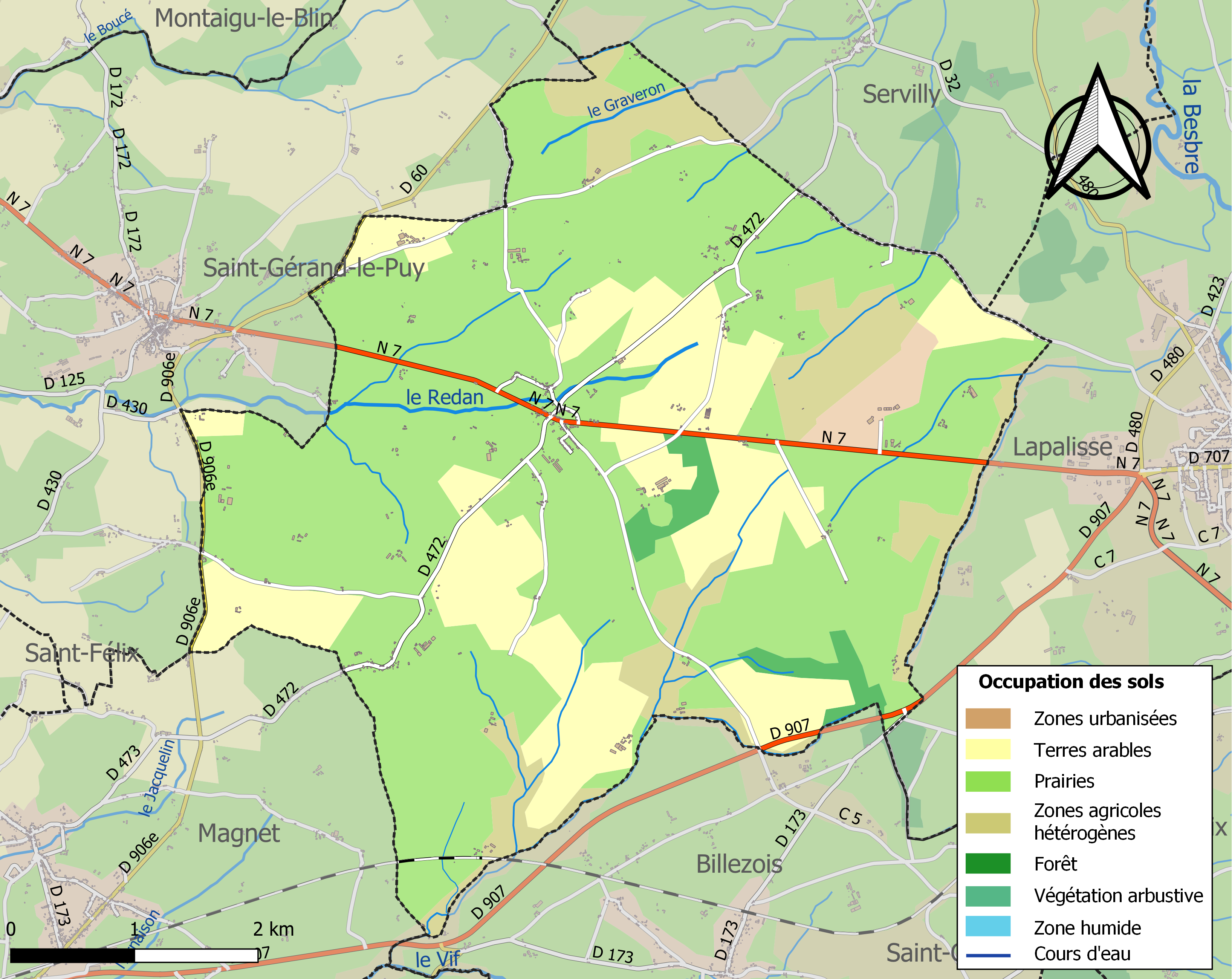
Carte des infrastructures et de l'occupation des sols de la commune en 2018 (CLC).

L'occupation des sols de la commune, telle qu'elle ressort de la base de données européenne d’occupation biophysique des sols Corine Land Cover (CLC), est marquée par l'importance des territoires agricoles (96,2 % en 2018), une proportion sensiblement équivalente à celle de 1990 (95,6 %). La répartition détaillée en 2018 est la suivante : prairies (64,1 %), terres arables (21,5 %), zones agricoles hétérogènes (10,6 %), forêts (2,1 %), zones industrielles ou commerciales et réseaux de communication (1,7 %).
L'IGN met par ailleurs à disposition un outil en ligne permettant de comparer l’évolution dans le temps de l’occupation des sols de la commune (ou de territoires à des échelles différentes). Plusieurs époques sont accessibles sous forme de cartes ou photos aériennes : la carte de Cassini (XVIIIe siècle), la carte d'état-major (1820-1866) et la période actuelle (1950 à aujourd'hui).

### Voies de communication et transports

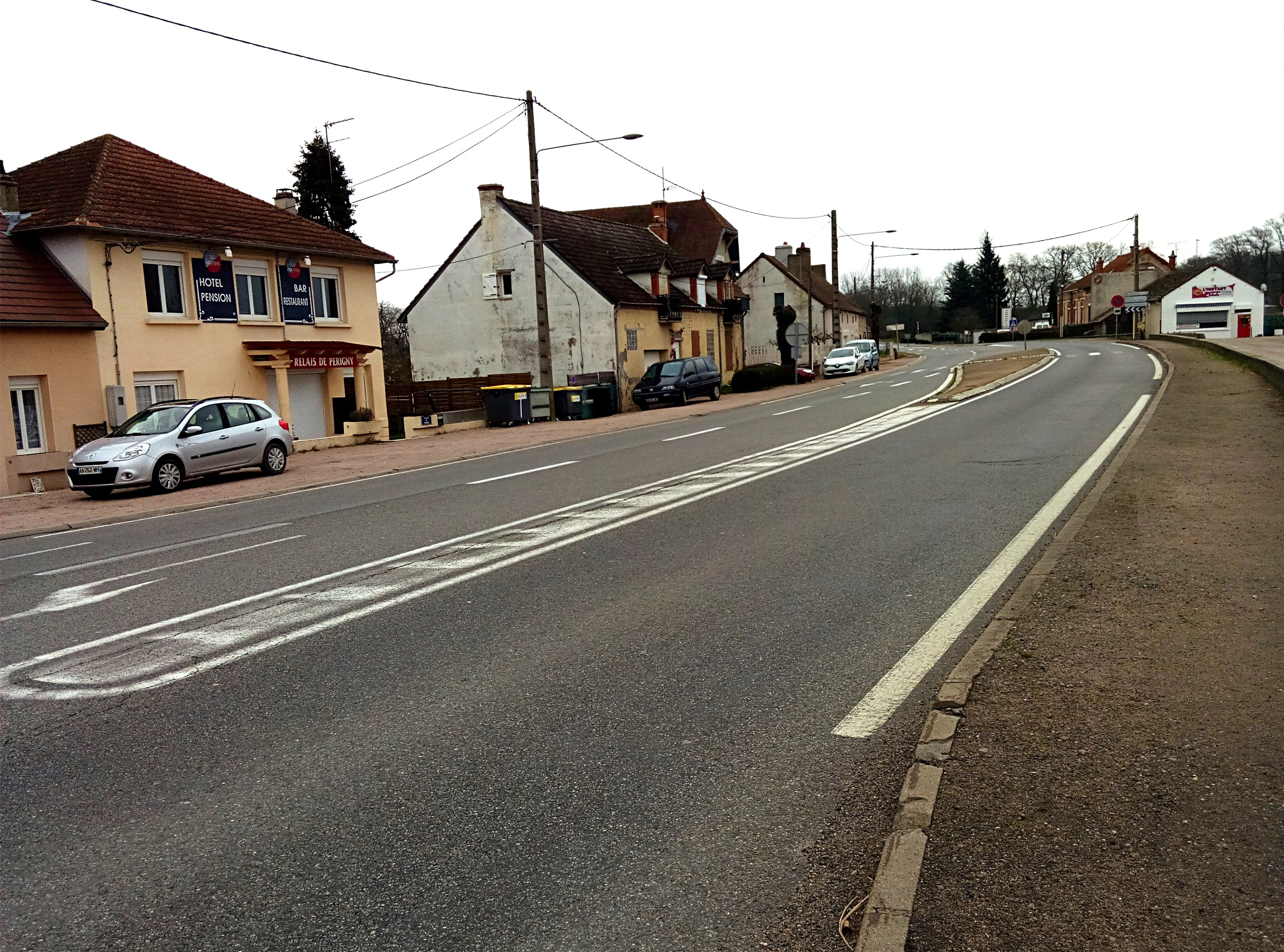
La route nationale 7.

La commune est traversée par la route nationale 7 reliant Paris et Moulins à Lapalisse, Roanne, Lyon et Menton. Cette route croise la RD 472, reliant Magnet à Servilly.

## Politique et administration

### Liste des maires
| Période                                  | Période                   | Identité                       | Étiquette | Qualité                             |
| ---------------------------------------- | ------------------------- | ------------------------------ | --------- | ----------------------------------- |
| Les données manquantes sont à compléter. |                           |                                |           |                                     |
| 1793                                     | 1793                      | Georges Nebout                 |           | Officier public                     |
| 1793                                     | 1793                      | Antoine Roubet                 |           | Officier public                     |
| 1793                                     | 1795                      | François Julien Maridet        |           | Officier public                     |
| 1795                                     | 1799                      | Jean Maréchal                  |           | Agent municipal                     |
| 1799                                     | 1806                      | Georges Nebout                 |           |                                     |
| 1806                                     | 1807                      | Claude Delaire                 |           |                                     |
| 1807                                     | 1813                      | Gabriel Antoine Foüet-Rousière |           |                                     |
| 1813                                     | 1816                      | Gilbert Forestier              |           |                                     |
| 1816                                     | 1821                      | Jean Maréchal                  |           |                                     |
| 1821                                     | 1838                      | Claude Gourut                  |           |                                     |
| 1838                                     | 1860                      | Joseph Toncin                  |           |                                     |
| 1860                                     | 1871                      | Henri de Chacaton              |           |                                     |
| 1871                                     | 1871                      | Claude Forestier               |           |                                     |
| 1871                                     | 1875                      | Jean Baptiste Hervier          |           |                                     |
| 1875                                     | 1876                      | Jean Guyot                     |           |                                     |
| 1876                                     | 1881                      | Gaspard Basile                 |           |                                     |
| 1881                                     | 1888                      | Louis Berthelot                |           |                                     |
| 1888                                     | 1892                      | Maurice de Chacaton            |           |                                     |
| 1892                                     | 1906                      | Guy de Chacaton                |           |                                     |
| 1906                                     | 1908                      | Jean Guyot                     |           |                                     |
| 1908                                     | 1919                      | Antoine Poncet                 |           |                                     |
| 1919                                     | 1932                      | François Meunier               |           |                                     |
| 1932                                     | 1934                      | François Randier               |           |                                     |
| 1934                                     | 1940                      | Alexandre Gouterot             |           |                                     |
| 1940                                     | 1944                      | François Meunier               |           | Président de la délégation spéciale |
| 1944                                     | 1947                      | Alexandre Gouterot             |           |                                     |
| 1947                                     | 1977                      | Auguste Grand                  |           |                                     |
| 1977                                     | mars 2014                 | Claude Dessert                 | PCF       |                                     |
| mars 2014                                | 2018 (décès)              | Guy Vernin,                    |           | Retraité                            |
| 26 avril 2018                            | En cours (au 5 juin 2020) | François Hervier               |           |                                     |

## Équipements et services publics

### Enseignement
Périgny dépend de l'académie de Clermont-Ferrand. Elle gère une école élémentaire publique.
Hors dérogations à la carte scolaire, les collégiens sont scolarisés à Lapalisse et les lycéens à Cusset, au lycée Albert-Londres.

## Population et société

### Démographie
Les habitants de la commune sont appelés les Pérignons.
L'évolution du nombre d'habitants est connue à travers les recensements de la population effectués dans la commune depuis 1793. Pour les communes de moins de 10 000 habitants, une enquête de recensement portant sur toute la population est réalisée tous les cinq ans, les populations de référence des années intermédiaires étant quant à elles estimées par interpolation ou extrapolation. Pour la commune, le premier recensement exhaustif entrant dans le cadre du nouveau dispositif a été réalisé en 2007.

En 2022, la commune comptait 470 habitants, en évolution de +5,15 % par rapport à 2016 (Allier : −1,38 %, France hors Mayotte : +2,11 %).
| 1793 | 1800 | 1806 | 1821 | 1831 | 1836 | 1841 | 1846 | 1851 |
| ---- | ---- | ---- | ---- | ---- | ---- | ---- | ---- | ---- |
| 526  | 670  | 625  | 662  | 608  | 663  | 625  | 685  | 688  |

| 1856 | 1861 | 1866 | 1872 | 1876 | 1881 | 1886 | 1891 | 1896 |
| ---- | ---- | ---- | ---- | ---- | ---- | ---- | ---- | ---- |
| 678  | 779  | 786  | 803  | 862  | 904  | 890  | 881  | 847  |

| 1901 | 1906 | 1911 | 1921 | 1926 | 1931 | 1936 | 1946 | 1954 |
| ---- | ---- | ---- | ---- | ---- | ---- | ---- | ---- | ---- |
| 829  | 814  | 767  | 641  | 628  | 613  | 575  | 556  | 597  |

| 1962 | 1968 | 1975 | 1982 | 1990 | 1999 | 2006 | 2007 | 2012 |
| ---- | ---- | ---- | ---- | ---- | ---- | ---- | ---- | ---- |
| 576  | 543  | 488  | 401  | 416  | 404  | 432  | 436  | 474  |

| 2017 | 2022 | - | - | - | - | - | - | - |
| ---- | ---- | - | - | - | - | - | - | - |
| 440  | 470  | - | - | - | - | - | - | - |

## Culture locale et patrimoine

### Lieux et monuments
- Grange des Petits Herviers (XVIIIe siècle).
- Manoir des Eaux Bues (XIXe siècle).
- Église Saint-Pierre (XIXe siècle avec quelques éléments de l'ancienne église romane).
- Château de La Chapelle (XIXe siècle) où séjourna James Joyce.
- Église orthodoxe des Saints-Apôtres-Pierre-et-Paul.

### Personnalités liées à la commune
- Le docteur Guyot, pharmacien (fin XIXe - début XXe), inventeur de la pastille du Dr Guyot.
- Le peintre orientaliste Henri de Chacaton (1813-1886), mort à Périgny.
- Paul Chocheprat (11 juin 1855 – †31 mars 1928 à Toulon), officier de marine né à Périgny, grand-officier de la Légion d'honneur.

### Héraldique
| Blason de Périgny (Allier) | Blason  | De vair à trois lionceaux d'or.               |
| Blason de Périgny (Allier) | Détails | Créé par JF Binon. Adopté le 17 novembre 2023 |